# Bankivahøne
Bankivahøne (Gallus gallus), også kaldet rød junglehøne, anses sammen med den grå junglehøne (Gallus sonneratii) at være stamformen til de moderne tamhøns. Den røde junglehøne blev domesticeret for flere tusinde år siden i Asien. Den findes vildt i Indien, Kina, Indonesien og Malaysia og på Filippinerne. 
| Fugl | Spire Denne artikel om fugle er en spire som bør udbygges. Du er velkommen til at hjælpe Wikipedia ved at udvide den. |